# Association of American Universities
Az Amerikai Egyetemek Szövetsége (angolul Association of American Universities) nemzetközi szervezet. Tagjai Észak-Amerikának a vezető kutatóintézményei mint a Harvard Egyetem, a Stanford Egyetem, a Princetoni Egyetem, a Yale Egyetem, a New York Egyetem, a Columbia Egyetem, a McGill Egyetem és a Torontói Egyetem. Összesen 69 tagja van.

## Tagok

### Jelenlegi tagok
Az alábbi listán a szövetség tagjai szerepelnek, zárójelben csatlakozásuk évével.
- Arizonai Állami Egyetem (2023)
- Arizonai Egyetem (1985)
- Bostoni Egyetem (2012)
- Brandeis Egyetem (1985)
- Brown Egyetem (1933)
- Buffalói Egyetem (1989)
- California Institute of Technology (1934)
- Carnegie Mellon Egyetem (1982)
- Case Western Reserve Egyetem (1969)
- Chicagói Egyetem (1900)
- Colorado Boulder Egyetem (1966)
- Columbia Egyetem (1900)
- Cornell Egyetem (1900)
- Dartmouth Főiskola (2019)
- Dél-floridai Egyetem (2023)
- Dél-kaliforniai Egyetem (1969)
- Duke Egyetem (1938)
- Emory Egyetem (1995)
- Észak-karolinai Egyetem, Chapel Hill (1922)
- Floridai Egyetem (1985)
- George Washington Egyetem (2023)
- Georgia Institute of Technology (2010)
- Harvard Egyetem (1900)
- Illinois-i Egyetem, Urbana–Champaign (1908)
- Indianai Egyetem, Bloomington (1909)
- Iowai Egyetem (1909)
- Johns Hopkins Egyetem (1900)
- Kaliforniai Egyetem, Berkeley (1900)
- Kaliforniai Egyetem, Davis (1996)
- Kaliforniai Egyetem, Irvine (1996)
- Kaliforniai Egyetem, Los Angeles (1974)
- Kaliforniai Egyetem, Riverside (2023)
- Kaliforniai Egyetem, San Diego (1982)
- Kaliforniai Egyetem, Santa Barbara (1995)
- Kaliforniai Egyetem, Santa Cruz (2019)
- Kansasi Egyetem (1909)
- Marylandi Egyetem, College Park (1969)
- Massachusetts Institute of Technology (1934)
- McGill Egyetem (1926)
- Miami Egyetem (2023)
- Michigani Állami Egyetem (1964)
- Michigani Egyetem (1900)
- Minnesotai Egyetem (1908)
- Missouri–Columbia Egyetem (1908)
- New York Egyetem (1950)
- Northwestern Egyetem (1917)
- Notre Dame Egyetem (2023)
- Ohiói Állami Egyetem (1916)
- Oregoni Egyetem (1969)
- Pennsylvaniai Állami Egyetem (1958)
- Pennsylvaniai Egyetem (1900)
- Pittsburghi Egyetem (1974)
- Princetoni Egyetem (1900)
- Purdue Egyetem (1958)
- Rice University (1985)
- Rochesteri Egyetem (1941)
- Rutgers Egyetem, New Brunswick (1989)
- Stanford Egyetem (1900)
- Stony Brook Egyetem (2001)
- Texas A&M Egyetem (2001)
- Texasi Egyetem, Austin (1929)
- Torontói Egyetem (1926)
- Tufts Egyetem (2021)
- Tulane-i Egyetem (1958)
- Utah-i Egyetem (2019)
- Vanderbilt Egyetem (1950)
- Virginiai Egyetem (1904)
- Washingtoni Egyetem (1950)
- Washingtoni Egyetem, Saint Louis (1923)
- Wisconsin–Madison Egyetem (1900)
- Yale Egyetem (1900)

### Korábbi tagok
- Amerika Katolikus Egyeteme (1900–2002)
- Clark Egyetem (1900–1999)
- Iowai Állami Egyetem (1958–2022)
- Nebraska–Lincolni Egyetem (1909–2011)
- Syracuse-i Egyetem (1966–2011)